# شرطاق الأولى (جهاد)
شرطاق الأولى (بالفارسية: شرطاق یک) هي قرية تقع في إيران في قسم جهاد الريفي. يقدر عدد سكانها بـ 216 نسمة بحسب إحصاء 2016.